# Exochus hiraniwensis
Exochus hiraniwensis är en stekelart som beskrevs av Kusigemati 1971. Exochus hiraniwensis ingår i släktet Exochus och familjen brokparasitsteklar. Inga underarter finns listade i Catalogue of Life.